# Hưng Nhân (thị trấn)
Hưng Nhân là một thị trấn thuộc huyện Hưng Hà, tỉnh Thái Bình, Việt Nam.

## Địa lý
Thị trấn Hưng Nhân nằm ở phía tây huyện Hưng Hà, có vị trí địa lý:
- Phía đông giáp xã Tân Hòa và xã Liên Hiệp
- Phía tây giáp xã Tân Lễ và tỉnh Hà Nam
- Phía nam giáp xã Tiến Đức
- Phía bắc giáp xã Tân Lễ và xã Canh Tân.

Thị trấn Hưng Nhân có diện tích 8,84 km², dân số năm 2015 là 16.042 người, mật độ dân số đạt 1.815 người/km².

## Lịch sử
Vào thế kỷ XIX, khu vực thị trấn Hưng Nhân ngày nay là các làng xã thuộc 3 tổng của huyện Hưng Nhân phủ Tiên Hưng trấn Sơn Nam Hạ (sau là tỉnh Hưng Yên nhà Nguyễn), gồm: các làng xã Xuân Trúc, Kiều Thạch, Tây Xuyên,... (thuộc tổng Thanh Triều); các làng xã Đặng Xá, Hưng Nhân, Kính Ân (sau là Chiêm Ân),... (thuộc tổng Đặng Xá); xã Khánh Mỹ thuộc tổng Tống Xuyên (tức tổng Tống Súc). Khánh Mỹ cũng là nơi đặt lỵ sở của huyện Hưng Nhân xưa.
Về sau, các xã nhỏ hợp lại thành xã lớn hơn, trong đó có xã Lam Sơn và xã Trần Phú. Năm 1977, 2 xã Lam Sơn và Trần Phú hợp nhất thành xã Phú Sơn.
Ngày 16 tháng 5 năm 2005, Chính phủ ban hành Nghị định 61/2005/NĐ-CP. Theo đó, thành lập thị trấn Hưng Nhân trên cơ sở toàn bộ 864,40 ha diện tích tự nhiên và 14.495 người của xã Phú Sơn.
Ngày 11 tháng 7 năm 2020, HĐND tỉnh Thái Bình ban hành Quyết định số 36/NQ-HĐND về việc sáp nhập TDP Tiền Phong và TDP Thị An thành TDP Thị An - Tiền Phong.

## Hành chính
Hiện nay, thị trấn Hưng Nhân được chia thành 14 tổ dân phố: Thị An - Tiền Phong, Ân Xá, Đặng Xá, Văn, Buộm, An Tảo, Đầu, Châu, Xuân Trúc - Kiều Thạch, Vân Đông, Vân Nam, Tây Xuyên, Lái và Mẽ. Trung tâm hành chính của thị trấn đặt tại tổ dân phố Thị An - Tiền Phong.

## Kinh tế - xã hội
Thị trấn Hưng Nhân là trung tâm kinh tế của huyện Hưng Hà. Hưng Nhân còn được biết đến là một đầu mối giao thương buôn bán phát triển trong vùng và ở các tỉnh khác đến như Hưng Yên, Hà Nam và phía Nam Hà Nội. Hiện tại, Hưng Nhân được coi là điểm công nghiệp với nhiều nhà máy đang được xây dựng và đã hoàn thành. Thị trấn Hưng Nhân có các làng nghề nổi tiếng như dệt chiếu cói thuộc khu Vân Đông - Vân Nam, làm bún thuộc khu Mẽ...
Hiện nay, Thị trấn Hưng Nhân đang quản lý chợ Hưng Nhân là chợ huyện lớn nhất trên địa bàn, được tổ chức quy mô, đa dạng và là nơi giao thương buôn bán không chỉ của nhân dân khu vực mà còn có các tỉnh lân cận như Hưng Yên, Hà Nam.
Thị trấn Hưng Nhân cũng đang là địa bàn đóng của BV Đa khoa Hưng Nhân (BV tuyến huyện), 02 trường Trung học phổ thông là THPT Hưng Nhân (công lập) và THPT Trần Thị Dung (tư thục, chuyển đổi từ trường Bán Công Hưng Nhân). Hiện nay, các trường Mầm non, Tiểu học và Trung học cơ sở trên địa bàn đều được mang tên Phạm Kính Ân.
Bưu điện Hưng Nhân nằm ngay tại trung tâm, đối diện chợ Hưng Nhân, cạnh QL39A.

## Giao thông
Thị trấn Hưng Nhân nằm cạnh Quốc lộ 39A, có tuyến xe buýt 03 chạy qua (tuyến TP.Thái Bình - Đông Hưng - Hưng Hà - Triều Dương).

### Phố và đường
Các tuyến đường:
- Ngự Thiên (QL39A đoạn tránh)
- Trần Thừa
- Phạm Đôn Lễ
- Lưu Khánh Đàm.

Các tuyến phố:
- Trần Thái Tông (QL39A)
- Lê Thái Tổ (QL39A)
- Phạm Kính Ân
- Nguyễn Tông Quai
- Phùng Tá Chu.